# Stefan Löfven
Stefan Löfven (/ˈstěːfan lœˈveːn/) est un homme d'État et syndicaliste suédois né le 21 juillet 1957 à Stockholm. Il est membre du Parti social-démocrate suédois des travailleurs et Premier ministre de 2014 à 2021.
Membre de l'Union suédoise des travailleurs de la métallurgie (Metall) depuis 1981, il préside le nouveau syndicat IF Metall à partir la fondation de celui-ci en 2006. Il quitte le syndicalisme après avoir pris la direction du Parti social-démocrate en 2012.
Après la victoire de son parti lors des élections législatives de 2014, il est nommé Premier ministre et conduit une coalition alliant les sociaux-démocrates et les écologistes. Il est reconduit en 2018. Renversé puis réinvesti à l'été 2021, il démissionne quatre mois plus tard.

## Biographie

### Une enfance modeste
Stefan Löfven est né à Hägersten-Liljeholmen dans la banlieue sud de Stockholm. Il a un frère ainé et n'a pas connu son père. À l'âge de dix mois, il est placé dans une famille d'accueil à Sunnersta (commune de Sollefteå), sa mère biologique ne pouvant pas s'occuper d'un deuxième enfant. Son père adoptif, Ture Melander (1926-2003), est bûcheron, puis ouvrier d'usine tandis que sa mère adoptive Iris Melander travaille comme aide à domicile. Les Melander ont deux autres enfants, Monika et Roland.

### Études
Il suit pendant deux ans les cours de la filière économique du lycée de Sollefteå, puis un cours de soudure pendant quarante-huit semaines à Kramfors. Après son service militaire, il entame des études d'économie dans le supérieur à Umeå mais abandonne au bout d'un an et demi.

### Syndicalisme
Il commence sa vie professionnelle en 1979, comme soudeur chez Hagglund & Sons à Örnsköldsvik. Il y reste jusqu'en 1995. Chez Hagglunds, il rencontre sa future épouse, Ulla.
En 1981, il devient délégué syndical de l'Union suédoise des travailleurs de la métallurgie (Metall) dans son usine, après quoi il brigue un certain nombre de mandats syndicaux. Il est nommé médiateur central de Metall en 1995, travaillant sur les questions relatives au contrat au niveau national et international.
Il est placé au poste de secrétaire international de la centrale syndicale en 1998, puis en 1999, il prend les fonctions de secrétaire général. Il est élu vice-président du syndicat en 2001.
Au mois de novembre 2005 se tient le congrès de fusion de Metall et de l'Union industrielle suédoise (Industrifacket), qui ensemble forment le syndicat IF Metall. Stefan Löfven est choisi pour en prendre la présidence lorsque la fusion sera effective, le 1er janvier 2006.

## Parcours politique
Stefan Löfven a été élu au comité exécutif des sociaux-démocrates en 2006.
Après que Håkan Juholt a quitté précipitamment le poste de président du Parti social-démocrate, le comité exécutif réuni le 26 janvier 2012 suggéra Löfven pour prendre la direction du parti. Il est investi dans ces fonctions dès le lendemain.
C'est lui qui mène les sociaux-démocrates aux élections générales du 14 septembre 2014 : le parti termine en tête avec 31 % des voix, tandis que les trois partis de gauche remportent une majorité relative au Riksdag. Löfven est pour la première fois élu parlementaire.
Löfven a été critiqué par la société suédoise de Paix et d'Arbitrage, cette dernière prétendant qu'il était un lobbyiste des armes car il préconisait une augmentation de l'achat d'armes par l'État pour soutenir l'industrie de la défense, qui emploie des milliers de personnes à travers tout le pays et qui était en crise du fait de la signature de contrats avec des entreprises brésiliennes d'armement.

### Premier ministre de Suède

#### Premier mandat
Le 3 octobre 2014, il est désigné Premier ministre par le Riksdag, puis forme un gouvernement de coalition minoritaire avec les Verts, constitué de vingt-trois ministres. Deux femmes, Margot Wallström et Magdalena Andersson, sont chargées des portefeuilles régaliens des Affaires étrangères et des Finances, tandis qu'Åsa Romson, porte-parole des Verts, est nommée vice-Premier ministre et ministre de l'Environnement. Dans le même temps, le nouveau chef du gouvernement suédois déclare que la Suède reconnaîtra la souveraineté de « l'État de Palestine », devenant ainsi la première nation européenne assumant une telle position vis-à-vis de ce territoire.
Aux prises avec une crise gouvernementale causée par les résultats du parti des Démocrates de Suède, il négocie avec les partis de l'Alliance (les Modérés, Parti du centre, Parti du peuple - Les Libéraux et les Chrétiens-démocrates) pour trouver une solution et éviter une nouvelle élection. Le 27 décembre 2014, le gouvernement et les partis de l'Alliance annoncent que les six grandes partis sont parvenus à un accord visant à assurer que les gouvernements minoritaires seront en mesure d’appliquer leur budget au Riksdag. Ce pacte, nommé « l'accord de décembre » (Decemberöverenskommelsen), a été présenté par Löfven comme « historique » et sera en vigueur jusqu'aux élections législatives de 2022, quels que soient les résultats du prochain scrutin parlementaire qui devrait être convoqué en 2018. Par la suite, Löfven a annoncé l'annulation des élections législatives anticipées.

#### Deuxième mandat
Lors des élections législatives du 9 septembre 2018, le Parti social-démocrate obtient seulement 28,3 % des voix et cent députés sur 349 au Riksdag, restant le premier de Suède. La coalition de gauche et centre gauche qui le soutient totalise 144 élus, soit un de plus que L'Alliance.
Lors d'un vote organisé le 25 septembre au Parlement, les parlementaires de L'Alliance et des Démocrates de Suède (SD) adoptent une motion qui démet Löfven de ses fonctions. Toutefois, le président du Riksdag Andreas Norlén l'invite le 15 octobre à former le nouveau gouvernement suédois, après que le président des Modérés Ulf Kristersson a échoué dans cette tâche. Il rend sa mission à son tour le 29 octobre, n'étant pas parvenu à constituer un nouvel exécutif. Après lui, c'est Annie Lööf qui tente de forger une majorité mais à la suite de son échec, Löfven est rappelé pour cet exercice le 23 novembre et Norlén précise qu'un vote doit se tenir au Riksdag dans les semaines à venir pour éventuellement investir le Premier ministre sortant d'un second mandat. Le 14 décembre, les députés rejettent sa candidature par 200 voix contre 116.
Il parvient le 11 janvier 2019 à conclure un accord pour établir avec les écologistes un nouveau gouvernement minoritaire bénéficiant du soutien du Parti du centre (C) et du Parti libéral (L), pourtant membres de L'Alliance. Il est effectivement réélu par le Riksdag le 18 janvier suivant, par 115 voix pour, 153 voix contre et 77 abstentions, au prix d'importantes concessions à ses nouveaux soutiens, notamment l'assouplissement du droit du travail, la libéralisation du marché du logement et une diminution de la fiscalité.
Renversé en juin 2021, il est réinvesti chef du gouvernement le 7 juillet suivant, mettant un terme dans l'immédiat à la crise politique inédite qui a agité le pays.

#### Démission
Le 24 août 2021, Stefan Löfven annonce son intention de quitter la direction du Parti social-démocrate lors de son prochain congrès, convoqué en novembre. Fragilisé politiquement et affecté personnellement par la défiance du Parlement à son égard trois mois plus tôt, il souhaite ainsi laisser le temps à son successeur de gagner en notoriété dans la perspective des élections législatives de 2022. Cinq semaines plus tard, les dirigeants du Parti social-démocrate désignent la ministre des Finances Magdalena Andersson pour prendre sa succession. Il présente sa démission de la direction du gouvernement le 10 novembre.

### Président du Parti socialiste européen
Au congrès de Berlin du Parti socialiste européen d'octobre 2022, Stefan Löfven est désigné président. Il succède à Sergueï Stanichev, qui occupait cette fonction depuis 2011.[réf. nécessaire]